# Usine de la Société urbaine d'air comprimé
Située 3 à 13, quai Panhard-et-Levassor, dans le quartier de la Gare du 13e arrondissement de Paris, l'usine de la Société urbaine d'air comprimé (SUDAC) fournissait de l'air comprimé à Paris et sa proche banlieue jusqu'à son arrêt en 1994. Elle fut conçue et construite sous la direction de l'ingénieur Joseph Leclaire et de l'architecte Guy Lebris en 1891.
La cheminée qui subsistait et la grande halle des machines de l’usine font l'objet d'une inscription au titre des monuments historiques depuis le 29 juin 1994, et ont été réhabilitées à l'occasion de la transformation du site pour accueillir l'école nationale supérieure d'architecture de Paris-Val de Seine dans le cadre de l’opération d'aménagement Paris Rive Gauche. Un nouveau bâtiment de sept étages a été construit à côté.
En 1905, la maison du directeur d'usine a été construite entre la Seine et la halle de l'usine. Haute de trois étages, elle a fait l'objet d'une transformation architecturale radicale en 2016 : seule l'enveloppe extérieure est conservée.

## Historique

### Période de fonctionnement
Le site est inauguré en 1892.
L'usine dispose de 4 monumentales machines à vapeur verticales de type Corliss (en) à triple expansion fournies par Le Creusot, de 24 chaudières Babcock & Wilcox, et de 2 cheminées de 45 mètres portant la date de 1890, année d'acquisition des terrains et du début des travaux de construction. L'ensemble se compose alors principalement de 4 nefs parallèles dont le plus haut bâtiment (celui qui subsiste de nos jours) est le hall des machines, abritant les machines à vapeur. Ce bâtiment est alors orné d'une horloge géante en façade.
L'usine alimentait un réseau d’air comprimé qui desservait Paris et sa proche banlieue succédant à deux autres  moins importantes rue Saint-Fargeau et rue Sainte-Anne.
Le 21 janvier 1910, la crue de la Seine noie l'usine et cause l'arrêt de ses services, figeant les horloges de la ville à 22h53. Après 13 jours d'interruption, l'usine reprend son activité le 3 février.
L'usine est modernisée de 1918 à 1920 : Le hall à 3 nefs et sa cheminée sont détruits pour laisser place à un unique plus haut bâtiment en béton armé, à deux cheminées et à des bâtiments annexes. La grande salle du hall des machines est équipé d'une plateforme pour accueillir 4 turbocompresseurs Brown Boveri désormais alimentés par 6 chaudières Babcock & Wilcox.
L'horloge monumentale est déposée de la façade de l'usine en 1967.
L'usine est électrifiée en 1974 et cesse de fonctionner en 1994.

### Période intermédiaire
Désaffectée, l'usine est fréquemment visitée par les graffeurs, tandis que la maison du directeur se fait squatter en 1999. D'abord un lieu principalement d'habitation, « Le 13 », encore appelé le « squat du 13 » ou « squat de le 13 » devient rapidement un haut lieu du grindcore jusqu'à son expulsion en 2002.

### Transformation en 2005
La transformation de l'usine pour accueillir l'école nationale supérieure d'architecture de Paris-Val de Seine est imaginée par l’architecte parisien Frédéric Borel, qui a remporté en 2002 la consultation lancée par le ministère de la Culture et de la Communication. Il crée une bibliothèque sous la voûte de la halle, sur toute la longueur de l’édifice.
Entre les deux bâtiments se trouvent le hall et une cour. Dans la cheminée en briques rouges de l’ancienne usine, un escalier en colimaçon dessert deux passerelles faisant le lien entre la halle et ses programmes techniques (salles informatiques, bibliothèque, matériauthèque) et le nouveau bâtiment et ses programmes théoriques (ateliers, salles de cours).